# Federal Reserve Act
Il Federal Reserve Act è la legge costituiva della Federal Reserve Bank statunitense, approvata il 23 dicembre 1913 dal Congresso degli Stati Uniti.

## Storia
Il Federal Reserve Act creò un sistema misto pubblico-privato, introducendo soggetti privati nell'ambito della politica monetaria.
Il presidente degli Stati Uniti d'America Wilson diede una scossa alla politica economica del paese procedendo verso una centralizzazione della politica monetaria, con l'istituzione di una banca federale centrale, la Federal Reserve Bank. L'atto di costituzione, denominato Federal Reserve Act, prevedeva:
1. Suddivisione del territorio nazionale in dodici distretti ognuno dei quali doveva avere la propria Federal Reserve Bank;
2. Ogni Federal Reserve Bank doveva avere un proprio consiglio di amministrazione (Board) locale, e ulteriori sedi periferiche. Le dodici banche federali regionali rappresentavano l'articolazione operativa del sistema di banca centrale degli Stati Uniti ed erano organizzate come enti di diritto privato.
3. Istituzione del Federal Reserve Board per attività di coordinamento della politica creditizia nazionale. Composto da sette membri, ogni nominativo è proposto dal Presidente degli Stati Uniti, e approvato dal Senato.
4. Come parte del Federal Reserve System, istituì un Federal Advisory Committee di 12 membri delle altrettante sedi regionali.
5. Dichiarò il dollaro come unica moneta degli Stati Uniti.

Il Federal Reserve Act stabilì una valuta nazionale e un sistema monetario che si proponeva di rispondere in nodo efficace alle pressioni sul sistema bancario, e di creare un sistema finanziario stabile. "Obbligò" le banche di deposito (Chartered Banks) ad acquistare quote non trasferibili del capitale sociale della loro Federal Reserve Bank regionale, e ad accantonare in un conto di deposito una percentuale di riserve infruttifere di interessi, fissata per legge.

Simile introduzione della riserva obbligatoria fu decisa in Italia soltanto nel primo dopoguerra da Luigi Einaudi, Presidente della Banca d'Italia. La norma talora rinvia a regolamenti di dettaglio se si tratta di un accantonamento contabile di bilancio, oppure di un conferimento liquido.
Le Chartered Banks ottengono un insieme di servizi finanziari, e possono scegliere se diventare parte del Federal Reserve System. La sua supervisione è un'opzione degli aderenti, su base volontaria.

L'adesione conferiva il diritto verso la Federal Reserve Bank regionale:
- ad un dividendo azionario del 6% / anno,
- ad ottenere prestiti per far fronte a temporanee esigenze di liquidità nel breve termine, entro una finestra di tassi di interesse agevolati e fuori mercato, che poneva in secondo piano il rifinanziamento notturno interbancario a favore della banca centrale (come in altre piazze finanziarie può essere il LIBOR).

La legge fu approvata dal Congresso durante una sessione speciale alle 11:45 del 24 dicembre 1913. Il presidente Wilson non utilizzò il potere di veto, del quale si era avvalso Jackson quando nel 1836 rifiutò di rinnovare lo statuto del 1816 della Seconda banca degli Stati Uniti.
La legge, tuttora vigente dopo più di 200 emendamenti, fissa in 100 dollari il valore di ogni azione e nel 6% il dividendo per azione (per un massimo dunque di 6 dollari ad azione) che il consiglio direttivo può decidere di distribuire. La restante quota di utili viene trasferita al Ministero del Tesoro americano.
Prima dell'istituzione della Federal Reserve nel XX secolo, la Prima e la Seconda banca degli Stati Uniti segnarono due delle fasi più importanti della storia economica e della politica monetaria americane.

La loro istituzione fu principalmente ascrivibile alle idee e al contributo storico di Alexander Hamilton.
Conclusa l'esperienza storica di queste due forme di banca centrale, è opinione condivisa dagli accademici che in materia di politica monetaria sia opportuno spostare il perimetro dell'analisi al XX secolo per incontrare fatti caratterizzati da un impatto sulla società civile e sulla vita economica paragonabili ai secoli precedenti.
La legge istitutiva conferì alla Prima Banca degli Stati Uniti importanti strumenti di politica monetaria e di politica fiscale (a livello federale), in primis il diritto di conio e un'autonomia fiscale impositiva, limitata alla sola tassazione dei beni di consumo. Successivamente a questo primo conferimento di poteri, non vi furono significativi emendamenti alla legislazione vigente per tutta la sua durata del mandato della Prima Banca. Nel 1795, Oliver Wolcott Jr. succedette a Hamilton nella carica di Segretario del Tesoro, e optò per la cessione delle quote della Prima Banca, motivando questa scelta con la necessità urgente di porre rimedio alla disastrosa situazione delle finanze pubbliche. Il Congresso votò a favore, e nel 1911 successiva approvazione del Congresso. Nel 1911,
Nel 1811 fu istituita la Seconda Banca degli Stati Uniti.

Nel 1816 il Congresso incaricò la Seconda Banca di coniare una moneta-debito non redimìbile per un periodo di 22 anni, per ripagare i debiti della guerra del 1812. Nei tre anni del "Panico del 1819", la maggiore crisi finanziaria degli Stati Uniti in tempo di pace, la Seconda Banca fu accusata di aver "regalato" il credito, estendendolo oltre ogni merito per i mutui fondiari, e che avrebbe dovuto stabilire requisiti più stringenti di accesso al credito per la clientela. Scaduto il mandato, la Seconda Banca non fu rinnovata nel 1836, e da ultimo nel 1911 il Vicepresidente degli Stati Uniti George Clinton fece valere il suo diritto di veto contro il rinnovo del mandato alla Prima Banca. A seguito di questa decisione, gli Stati Uniti rimasero per cinque anni senza banca centrale, finché nel 1816 non fu istituita la Seconda Banca degli Stati Uniti, che fu attiva fino al Gennaio 1836. La Seconda Bnaca fu un istituto privato di diritto pubblico che svolgeva il ruolo di agente fiscale e di riscossione per conto del Governo statunitense, riportando all'autorità del Congresso e del Ministero del Tesoro. L'80% del suo capitale sociale era detenuto da soggetti di diritto privato, di cui circa un migliaio erano investitori europei. Il suo principale mandato era quello, dimregolwre attraverso la leva fiscale lo stock di credito pubblico erogato agli istituti di diritto privato.

## Nel XX secolo
Come anticipato in precedenza, è opinione diffusa fra gli storici che il Federal Reserve Act si possa considerare la riforma più significativa della legislazione statunitense in materia di politica monetaria, intercorsa dai tempi della legge istitutiva della Prima Banca degli Stati Uniti d'America nel 1791.
Dopo aver perso la nomination elettorale per il Partito Repubblicano, il presidente uscente Theodore Roosevelt, deluso del conservatorismo di Taft, fondò un proprio partito progressista, nel quale delineò i tratti di una nuova dottrina politica che prometteva una tassazione dei redditi, un sostegno economico ai disoccupati, l'introduzione di norme a tutela del lavoro femminile e del lavoro minorile, bilanciati da una regolamentazione meno liberista nei confronti delle grandi corporation.
Il seno al Partito Democratico si scontravano le forze politiche di Clark Beauchamp e di Woodrow Wilson, governatore del New Jersey. Il programma elettorale di quest'ultimo invocava una riforma bancaria e monetaria, il rafforzamento dello Sherman Antitrust Act ed il superamento di alcuni privilegi della classe imprenditoriale, fino a quel momento mai posti in discussione d'amministrazione federale di Washington.
Wilson fu il primo Presidente ad ottenere il consenso della National Association for the Advancement of Colored People, organizzazione di riferimento del numeroso elettorato afro-americano statunitense, cui il neocandidato democratico aveva promesso una maggiore eguaglianza economica e sociale, e la garanzia di nuova linea di condotta da parte delle Forze di Polizia nei confronti di queste comunità.
All'ultima convention di Baltimora, dopo un confronto politico particolarmente acceso ed una sequenza di quarantasei scrutini elettorali, il programma "Nuova Libertà" di Wilson ottenne il consenso di un'ampia base di delegati del partito democratico. Vinta la convention di Baltimora, il partito progressista sotto la guida di Wilson trionfò alle elezioni presidenziali del 1913 con un netto vantaggio sia di voti elettorali che di voti popolari, rispetto agli altri due candidati.

## Il contesto del Federal Reserve Act
Il Federal Reserve Act fu una componente essenziale di "Nuova Libertà", l'articolato e ambizioso piano di riforme economiche e sociali annunciato dal neoeletto Woodrow Wilson nei mesi precedenti la sua investitura presidenziale.
I presidenti delle commissioni parlamentari Banking and Currency del Congresso non fecero mai mancare il loro sostegno e contributo durante l'iter di approvazione della proposta di legge H.R. 7837, nota come Currency bill o Glass-Owen bill. Le due personalità-chiave in questione furono rispettivamente: Carter Glass - deputato per lo Stato della Virginia, e firmatario della legge bancaria omonima - e Robert Laman Owen, senatore democratico eletto in Oklahoma.
L'Aldrich–Vreeland Act fu la riforma bancaria che seguì al Panico del 1907: la sua innovazione più significativa fu l'istituzione della National Monetary Commission. La NMA fu a sua volta promotrice del Federal Reserve Act del 1913.
Sempre secondo la relazione di accompagnamento alla proposta di legge, essa si ispirò ampiamente ad altre iniziative parlamentari, ed in modo particolare all'Aldrich-Vreeland Act, ma con alcune sostanziali differenze: l'Aldrich-Vreeland Act intendeva attribuire la quota azionaria di controllo dell'istituto di emissione alle banche private riservando di contro una minima presenza di soggetti pubblici nel capitale, mentre il controvalore dell'emissione valutaria sarebbe stato contabilizzato come una passività del bilancio federale, vale a dire come del Ministero del Tesoro USA, come obbligazione verso terzi da parte del Ministero del Tesoro statunitense.
Nel piano di Aldrich, l'aggregato di moneta circolante emesso dalla banca centrale (essenzialmente le Federal Reserve note) avrebbero dovuto essere un'obbligazione del Tesoro nei confronti delle banche private. La proposta di Aldrich non prevedeva l'istituzione di un Consiglio della Federal Reserve indipendente dalle dodici ramificazioni distrettuali, che avevano il compito di interfacciarsi con le esigenze finanziarie del sistema bancario privato. Le banche aderenti al sistema erano obbligate dalla legge ad acquistare le quote della Federal Reserve che aveva giurisdizione sul rispettivo territorio, mentre la legge Aldrich lasciava questa scelta come opzionale.
Un report della Banking and Currency Commission inviato al Congresso il 9 gennaio 2012, conteneva alcune raccomandazioni e una bozza di legge in 59 sezioni. La proposta fu chiamata Piano Aldrich, dal nome del Presidente della Commissione Nelson W. Aldrich, di Rhode Island. Il Piano prevedeva la creazione di una National Reserve Association con 15 distretti regionali e 46 direttori scelti preferenzialmente dal settore bancario. La Reserve Association doveva attivare prestiti di emergenza per gli istituti aderenti, battere moneta e fungere da agente di riscossione delle tasse per conto del Governo. Stati confederati e banche di deposito avevano la possibilità di scelta di sottoscrivere un numero prestabilito di quote azionarie delle rispettive banche distrettuali.
È opinione condivisa che i tratti fondamentali del Piano Aldrich furono formulati nel corso di un incontro segreto nell'Isola di Jekill (in Georgia) del 1910, alla presenza di Aldrich e di eredi di primo piano nel mondo dell'alta finanza: Paul Warburg; Frank Vanderlip, presidente di National City Bank; Henry P. Davison, socio di J.P. Morgan; Benjamin Strong, vice-presidente di Banker's Trust Co.; e A. Piatt Andrew, segretario del National Monetary Commission e assistente segretario del Tesoro.
Dal momento che il Piano Aldrich attribuì all'Esecutivo un limitato potere di indirizzo e controllo, ci fu una dura opposizione degli Stati occidentali, mossa dal timore che questa riforma presto si sarebbe rivelata un piano sostanzialmente a favore degli interessi economici dei banchieri afferenti al Money Trust di New York.
Una commissione parlamentare d'inchiesta compì audizioni pubbliche ispezioni in merito all'azione lobbistica del Money Trust e al suo intreccio di relazioni fra politica e finanza, fatto che ebbe una certa risonanza nei media e nell'opinione pubblica americani. Le audizioni pubbliche erano tenute da un comitato costituito in seno al Banking and Currency Committee. La commissione era presieduta da Arsène Pujo, rappresentante democratico della Louisiana.
Dopo mesi di audizioni pubbliche, dibattiti, voti, emendamenti, fu approvato il Federal Reserve Act, un articolato testo legislativo composto da 30 sezioni, nella sua formulazione definitiva. Il programma prometteva una forte opposizione al Piano Aldrich, rimedi contro il panico finanziario, la disoccupazione di massa e la depressione economica, una profonda e drastica riforma della legislazione bancaria e monetaria, rafforzando la protezione dell'interesse contro il Money Trust. La legge finale fu l'Aldrich Plan, confermato in tutti i suoi punti fondamentali, con modifiche minime apportate dal senatore Carter Glass.
| Section Number | Section Title                                                        |
| -------------- | -------------------------------------------------------------------- |
|                | Official Title                                                       |
| 1              | Short Title and Definitions                                          |
| 2              | Federal Reserve Districts                                            |
| 2A             | Monetary Policy Objectives                                           |
| 2B             | Appearances Before and reports to the Congress                       |
| 3              | Branch Offices                                                       |
| 4              | Federal Reserve Banks                                                |
| 5              | Stock Issues; Increase and Decrease in Capital                       |
| 6              | Insolvency of Member Banks                                           |
| 7              | Division of Earnings                                                 |
| 8              | Conversion of State Banks into National Banks                        |
| 9              | State Banks as Members                                               |
| 9A             | Participation in Lotteries Prohibited                                |
| 9B             | Resolution of Clearing Banks                                         |
| 10             | Board of Governors of the Federal Reserve                            |
| 10A            | Emergency Advances to Groups of Member Banks                         |
| 10B            | Advances to Individual Member Banks                                  |
| 11             | Powers of Board of Governors of the Federal Reserve and Board        |
| 11A            | Pricing of Services                                                  |
| 11B            | Annual Independent Audits of Federal Reserve Banks and Board         |
| 12             | Federal Advisory Council                                             |
| 12A            | Federal Open Market Committee                                        |
| 13             | Powers of the Federal Reserve Banks                                  |
| 13A            | Discount of Agricultural Paper                                       |
| 14             | Open Market Operations                                               |
| 15             | Government Deposits                                                  |
| 16             | Note Issues                                                          |
| 17             | Deposit of Bonds by National Banks                                   |
| 18             | Refunding Bonds                                                      |
| 19             | Bank Reserves                                                        |
| 20             | National Bank Notes Redemption Fund as Reserve                       |
| 21             | Bank Examinations                                                    |
| 22             | Offenses of Examiners, Member Banks, Officers, and Distributors      |
| 23             | Interbank Liabilities                                                |
| 23A            | Relations with Affiliates                                            |
| 23B            | Restrictions on Transactions with Affiliates                         |
| 24             | Real Estate Loans                                                    |
| 24A            | Investment in Bank Premises or Stock of Corporation Holding Premises |
| 25             | Foreign Branches                                                     |
| 25A            | Banking Corporations Authorized to do Foreign Banking Business       |
| 25B            | Jurisdiction of Suits                                                |
| 25C            | Potential Liability on Foreign Accounts                              |
| 26             | Repealed                                                             |
| 27             | Tax on National Bank Notes                                           |
| 28             | Reduction of Capital of National Banks                               |
| 29             | Civil Money Penalty                                                  |
| 30             | Saving Clause                                                        |
| 31             | Reservation of Right to Amend                                        |

## Modifiche e integrazioni successive
Fra i circa 200 emendamenti approvati, alcune norme di ordine burocratico furono introdotte dopo l'ingresso delle Hawaii e dell'Alaska nell'Unione, come una diversa suddivisione delle Federal Reserve Banks regionali.
Il Federal Reserve Act istituiva la Federal Reserve con un mandato a termine di ventidue anni, da rinnovarsi nel 1933. Un emendamento del 25 febbraio 1927 prolungò indefinitamente la durata, fino ad un atto contrario di scioglimento da parte del Congresso, oppure alla revoca del mandato e dei diritti reali per violazione di legge (dichiarata anche dalla magistratura), inserita nel Codice degli Stati Uniti (titolo 12, capitolo 3: il Federal Reserve System, con 44 Status at Large 1234), votato anche sulla scia del clima politico durante la Grande depressione, riflesso del risentimento popolare verso le banche.

Questo emendamento fu decisivo per far accettare il Federal Reserve System all'opinione pubblica, durante la presidenza di F.D. Roosevelt e il New Deal.

## Il Federal Open Market Committee
Il Banking Act del 1933 modificò il Federal Reserve Act in merito alla costituzione del Federal Open Market Committee (FOMC), un comitato permanente formato da sette membri del Consiglio del Federal Reserve System, e da cinque rappresentanti delle Federal Reserve Banks.

Il Comitato Direttivo (FOMC) avrebbe dovuto riunirsi per un minimo di quattro volte ogni anno al fine di dirigere e coordinare tutte le operazioni di mercato aperto delle dodici Federal Reserve Banks.

## Codice degli Stati Uniti, titolo 12, § 225a
L'emendamento approvato il 16 novembre 1977 stabilì che il Consiglio e il Comitato Direttivo (Federal Open Market Commettee) "avevano il mandato di perseguire gli obbiettivi della piena occupazione, della stabilità dei prezzi, e della moderazione dei tassi di interesse nel lungo termine".

Secondo la nuova normativa, il Presidente del Federal Open Market Commettee avrebbe dovuto tenere davanti al Congresso una relazione semestrale illustrativa inerente alle decisioni di politica monetaria, l'andamento congiunturale dell'economia, le linee programmatiche e le prospettive future di sviluppo.
Nel suo secolo di vita, il Federal Reserve Act è stato complessivamente emendato circa duecento volte. Nel XXI secolo continua ad essere una delle principali leggi bancarie degli Stati Uniti.

## Effetti ed impatti del Federal Reserve Act
Prevedibilmente in tempo di depressione economica e tensioni internazionali, la riforma ebbe un impatto sia interno che internazionale.

Il vuoto legislativo aveva reso immobili le riserve del sistema finanziario, e inelastica la moneta
L'istituzione della Federal Reserve aveva attribuito a questo organismo associativo il potere di regolare l'inflazione, sebbene il secondo livello di controllo governativo sull'esercizio di questi poteri, avrebbe generato decisioni contrastanti.
Alcune importanti implicazioni furono: l'internazionalizzazione del dollaro come valuta di riserva universalmente accettata e unica moneta convertibile in oro a seguito della Conferenza di Bretton Woods, l'immagine pubblica percepita della Banca Centrale, e il suo ruolo in risposta a fenomeni di panico collettivo..

Per riassumere, il Federal Reserve Act consentì alle banche nazionali di accendere mutui fondiari per comprarsi una fattoria, un diritto "innovativo" che non era sancito in passato.

## Critiche
Il dibattito sui costi-benefici di un certo modello di banca centrale ha attraversato tutta la storia degli Stati Uniti. Si temeva che una banca centrale avrebbe servito gli interessi di un'élite di banchieri a spese dei produttori, degli agricoltori-allevatori, e dei consumatori, finendo per destabilizzare il sistema tramite la speculazione e altre politiche monetarie inflazionistiche. Sorse così il problema secondario sulla forma di governo, chi fosse più idoneo a vedersi riconosciuto dalla legge il potere di nomina dei decisori della banca centrale. I favorevoli affermavano che una banca centrale avrebbe saputo limitare l'offerta di moneta al livello giusto per sostenere la crescita economica ed scongiurare il pericolo di depressioni. Una seconda critica era l'accentramento presidenziale dei poteri di nomina, dopo la modifica al Senato che rinunciava alla propria quota dei 12 membri a favore del governo.
La nascita della Federal Reserve colmò l'assenza di una banca centrale, durata 25 anni. Alcune questioni sollevate erano: se il potere costituzionale del Senato di battere moneta e banconote sia delegabile (Articolo 1, Sez. 8, clausola 5: "The Congress shall have power To coin Money, regulate the Value thereof, and of foreign Coin, and fix the Standard of Weights and Measures"), se la struttura della Federal Reserve sia trasparente a sufficienza, oppure se sia un cartello di potentati (chiamato cartello delle banche private) fondato un timore sovrastimato dell'inflazione e sull'interesse ad alti valori del deficit federale, e se le politiche della Federal Reserve non abbiano deliberatamente aggravato il periodo della Grande Depressione, che finì con la guerra del Secondo conflitto Mondiale, e fasi regressive del ciclo economico, come durante la Grande Recessione degli anni 2000..
La Costituzione del XVIII secolo, in questo aspetto mai modificata, stabilisce che il potere federale ha il diritto personale di battere moneta, diritto esercitato sia al tempo delle Greenbacks di Lincoln (durante e per sostenere le spese della Guerra d'Indipendenza), sia dell'Ordine esecutivo 11110 del Presidente J.F. Kennedy. Tale diritto personale non è inalienabile, ma è stato successivamente interpretato nella direzione che si potesse delegare, ed è tuttora delegato alle banche private che aderiscono al Federal Reserve System (in quanto detentrici di quote azionarie delle Federal Reserve Banks regionali e dei connessi diritti, e beneficiarie esclusive dei loro prestiti).
Oggetto della delega non è soltanto la struttura che materialmente produce mette in circolazione le monete o banconote, o moneta elettronica, ma anche il potere di indirizzo e controllo, ad esempio sulla quantità di denaro potenziale veicolato a tutti gli attori del sistema economico, che è il fattore determinante il suo potere di acquisto interno e il suo tasso di cambio sulle altre monete.
Il Senato si è riservato il potere di autorizzare il Presidente ad innalzare il livello massimo del debito pubblico federale, più volte esercitato dagli anni 2000, ma non come un piano di sviluppo e di nuovi investimenti straordinari, quanto a garanzia dei fabbisogni correnti di cassa per la spesa pubblica esistente o già stanziata. Tale potere sulla moneta massima immessa a debito nel bilancio federale statale, è in sostituzione del precedente potere di regolazione sulla quantità di moneta massima immessa a circolare nell'intera economia americana.